# سبنسر أرمسترونغ
سبنسر أرمسترونغ هو لاعب كرة القدم الكندية كندي، ولد في 2 يونيو 1986 في تورونتو في كندا.

## وصلات خارجية
- سبنسر أرمسترونغ على موقع JustSportsStats.com (الإنجليزية)